# Светлый певчий ястреб
Светлый певчий ястреб (лат. Melierax canorus) — вид хищных птиц из семейства ястребиных (Accipitridae). Выделяют два подвида. Распространены на юге Африки.

## Описание
Ястреб среднего размера длиной от 50 до 60 см, длиной хвоста от 23 до 27 см и размахом крыльев 102—123 см. Самцы весят 493—750 г; самки намного крупнее самцов и весят от 700 до 1000 г, редко до 1,3 кг. У взрослых особей верхняя часть тела серая. Первостепенные маховые перья черноватые. Хвост черноватый с белыми краями. Голова и верхняя часть груди бледно-серые. Радужная оболочка у взрослых особей тёмно-красно-коричневая, у молоди — бледно-жёлтая. Клюв тёмно-серый. Восковица и основание клюва у взрослых особей красного цвета, а у ювенильных особей — черноватые, постепенно становятся оранжевыми. Ноги у взрослых — красные, у ювенильных — оранжево-жёлтые. Брюхо и бёдра белого цвета, испещрены серыми полосками. Надхвостье длинные кроющие подхвостья белого цвета. 
У незрелых особей верхняя часть тела коричневая, с белым надхвостьем и чёрными полосами на хвосте. Снизу маховые перья и хвост белые с чёрной полосой, горло белое с тёмными прожилками, а остальная нижняя часть тела рыжеватая.

## Вокализация
Вне сезона размножения светлый певчий ястреб в основном молчалив. В период размножения, сидя на присаде, и самцы и самки издают серии до дюжины нот, часто повторяющиеся в течение длительного времени, и описываются как «kleeu-kleeu-kleeeu-klu-klu-klu»; постепенно ускоряются и в конце становятся дрожащими, как звук вращающейся тарелки. В полёте при ухаживании часто слышны «chee-chit chee-chit».

## Биология
Светлый певчий ястреб широко распространён в большинстве засушливых регионов Южной Африки. Обитает в сухих полупустынных районах с открытой местностью и подходящими насестами для охоты. Осёдлый вид, хотя перемещения на короткие расстояния являются обычным явлением. В Кару одна пара или семейная группа занимает от 4,4 до 8,6 км².

### Питание
Светлый певчий ястреб охотится преимущественно с присады (деревья, телефонные столбы и т. д.), пикируя на добычу на земле, но также часто охотится за насекомыми и грызунами, паря в воздухе. Иногда ходит по земле в погоне за добычей. Охотится преимущественно в одиночку, но иногда наблюдается совместная охота семейных групп. Если одиночная особь была неспособна выловить загнанного в угол грызуна, другие члены семьи присоединялись к социальной охоте. Ястребы сидели рядом на верхушках кустарников и неоднократно нападали на грызунов до их поимки. Во время общественных охот добывались только крупные грызуны, а мелкие позвоночные и насекомые — только при одиночной охоте. Иногда часами следует за добывающими пищу медоедами (Mellivora capensis) и стройными мангустами (Herpestes sanguineus), как в полете, так и пешком, даже ожидая на земле рядом с ними, и затем атакуя любых мелких животных, которых они беспокоят. В состав рациона светлого певчего ястреба входят ящерицы, крупные насекомые, птицы (в том числе домашняя птица) и мелкие млекопитающие, а также падаль (особенно трупы животных на дорогах). Зафиксировано нападение на детёнышей шишковатой черепахи и леопардовой черепахи с ещё мягким панцирем, которых ястреб проглатывал целиком. 

### Размножение
Сезон размножения приходится на июнь—март (в основном на июль—январь). Маленькое или средних размеров гнездо сооружается из тонких палочек, около 40 см в поперечнике, по форме варьирует от неглубокой платформы до сооружения высотой 25 см; выстилается сухим навозом, тряпками, грязью, комьями земли, травой, волосами, а иногда толстым слоем шерсти или гнёздами пауков-эрезид (Stegodyphus dumicola). Располагается на высоте 2,5—9 м от земли в вертикальной развилке внутри кроны, или прячется среди лиан на вершине колючего дерева, в безлесных районах — на столбах. В кладке 1—2 яйца белого цвета без отметин. Насиживает самка в течение 35—38 дней. Птенцы оперяются через 44—56 дней. Покинув гнездо, птенцы могут находиться рядом с ним в течение нескольких месяцев, а в следующем году могут появиться в том же районе. За сезон бывает две кладки, вторая из которых начинается примерно через 24 дня после оперения первого выводка.
Обычно самка спаривается с одним самцом (моногамия), но регионах с изобилием дичи (Малое Кару) самка и два самца могут образовывать полиандрическое трио. Альфа-самец совокупляется с самкой за 31-5 дней до кладки, в то время как бета-самец совокупляется за 5-3 дня до кладки. Оба самца помогают самке в защите гнезда и обеспечении пищей птенцов.

## Подвиды и распространение
Выделяют два подвида:
- Melierax canorus argentior Clancey, 1960	— от юго-запада Анголы до севера Южной Африки
- Melierax canorus canorus	 (Thunberg, 1799) — запад и юг Южной Африки